# Frederick H. Evans

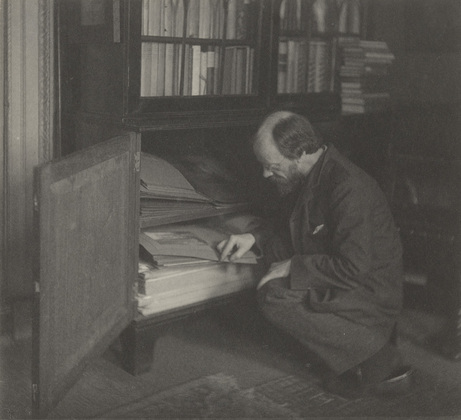
Frederick Henry Evans, fotografiert von Gertrude Käsebier

Frederick Henry Evans (* 26. Juni 1853 in London; † 24. Juni 1943 ebenda) war ein britischer Fotograf.

## Leben
1853 in London zur Welt gekommen betrieb Evans, nach einer Tätigkeit als Bankangestellter, in den 1880er Jahren dort einen Buchhandel. In diese Zeit fiel sein erster Kontakt mit der Fotografie in Form von mikroskopischen Aufnahmen.
Evans war vor allem als Architekturfotograf tätig und gilt als Meister des Platindrucks. 1890 veröffentlichte er Fotos englischer Kirchen, 1896 fotografierte er Kirchen in Frankreich. Auch eine Serie über französische Schlösser gehört zu seinen Arbeiten. Eine Auswahl von Fotografien Evans’ wurde 1903 in der Camera Work Nr. 4 mit begleitenden Texten von George Bernard Shaw vorgestellt.